# Хукберт
Хукбе́рт (Хугберт; фр. Hucbert; ок. 820—864/866) — граф Трансюранской Бургундии, светский аббат монастыря Святого Маврикия в Вале.

## Биография
Хукберт происходил из знатного рода Бозонидов, одного из двух (его иногда называют Арльской династией или Гугониды), который ведёт своё начало от его отца, Бозона Древнего. Его сестрой была Теутберга, жена короля Лотарингии Лотаря II, второго сына императора Запада Лотаря I. Его потомки, а также потомки Лотаря II, были графами Арля, а внук Гуго (ум. 947) и правнук Лотарь (ум. 950) были королями Нижней Бургундии (Прованса), а потом Италии. Происхождение Бозона Древнего неизвестно, также как и имя матери Хукберта. Возможно, что её звали Ирментруда.
По мнению Пьера Рише, Бозон Древний умер не позднее 855 года, поскольку в этом году Теутберга была передана под опеку своего старшего брата Хукберта. В ноябре этого года Хукберт по политическим мотивам выдал её замуж за короля Лотаря II, который недавно, после смерти своего отца, получил власть над королевством Лотарингия. Хукберт контролировал альпийские горные проходы из Италии в долину реки Роны, что позволяло удерживать Людовика II, брата Лотаря II, от вторжения из Италии. Сразу после свадьбы Лотарь II назначил Хукберта графом Трансюранской Бургундии, а также светским аббатом монастыря Святого Маврикия в Вале.
Ещё при жизни императора Лотаря I будущий король Лотарь II сделал своей любовницей Вальдраду, но, сделавшись государём, он удалил её, чтобы по политическим расчётам выгодно жениться. Однако уже к 857 году Лотарь стал тяготиться этим браком, оказавшимся бездетным. Лотарь стал отдаляться от Теутберги и вновь сошёлся с Вальдрадой, которая вскоре родила от короля сына, названного именем Гуго. Стремясь освободиться от Теутберги и легализовать права своего сына, Лотарь сослал королеву в монастырь. По тому же случаю, он хотел лишить своего шурина его владений, но Хукберт поднял в 858 году мятеж против короля, чтобы защитить свои интересы и честь своей сестры и с помощью своих многочисленных сторонников среди лотарингской знати заставил Лотаря II возвратить королеву ко двору. Во время этого мятежа он последовательно победил три различные армии, посланные против него Лотарем, и сделал несколько земельных приобретений в Лотарингии.
Не зная, как избавиться от такого сильного врага, Лотарь II в 859 году договорился со своим братом, императором Людовиком II. По условиям договора Лотарь уступал Людовику епископства и графства Женевы, Лозанны и Сьона, с монастырями, которые от них зависели. Взамен Людовик посылал против Хукберта армию под предводительством графа Осера Конрада II. Но Хукберт не казался особо беспокоившимся по этому поводу. В 863 году он силой взял аббатство Лобб и изгнал из него аббата Хартперта.
Но в конечном счёте Хукберт был убит в 864 или, вероятнее всего, в 866 году, во время сражения около Орбе против войска графа Конрада. В вознаграждение за это Конрад получил земли Хукберта вокруг Женевы и Лозанны на территории современной Швейцарии — между Юрой и Альпами. Эти владения образовали маркграфство (затем герцогство) Верхняя Бургундия, позже явившееся ядром Верхнебургундского королевства.

## Брак и дети
Имя супруги Хукберта осталось неизвестным. Дети:
- Теобальд (Тибо) Арльский (850/860 — июнь 887/895), жена: с 879 года — Берта (863 — 8 марта 925), незаконная дочь короля Лотарингии Лотаря II и Вальдрады.